# Sportovní gymnastika na Letních olympijských hrách 1952
Sportovní gymnastika na Letních olympijských hrách 1952.

## Medailisté

### Muži
| Soutěž                | Zlato | Stříbro | Bronz |
| --------------------- | --- | --- | --- |
| Víceboj – družstva    | Sovětský svaz (URS) · Vladimir Belyakov · Iosif Berdiev · Viktor Čukarin · Yevgeny Korolkov · Dmytro Leonkin · Valentin Muratov · Mikhail Perelman · Hrant Šahinjan | Švýcarsko (SUI) · Hans Eugster · Ernst Fivian · Ernst Gebendinger · Jack Günthard · Hans Schwarzentruber · Josef Stalder · Melchior Thalmann · Jean Tschabold | Finsko (FIN) · Paavo Aaltonen · Kalevi Laitinen · Onni Lappalainen · Kaino Lempinen · Berndt Lindfors · Olavi Rove · Heikki Savolainen · Kalevi Viskari |
| Víceboj – jednotlivci | Viktor Čukarin · Sovětský svaz (URS) | Hrant Šahinjan · Sovětský svaz (URS) | Josef Stalder · Švýcarsko (SUI) |
| Prostná               | William Thoresson · Švédsko (SWE) | Jerzy Jokiel · Polsko (POL) Tadao Uesako · Japonsko (JPN) | nebyla udělena |
| Kůň našíř             | Viktor Čukarin · Sovětský svaz (URS) | Hrant Šahinjan · Sovětský svaz (URS) Yevgeny Korolkov · Sovětský svaz (URS)                                                                                   | nebyla udělena |
| Kruhy                 | Hrant Šahinjan · Sovětský svaz (URS) | Viktor Čukarin · Sovětský svaz (URS) | Dmytro Leonkin · Sovětský svaz (URS) Hans Eugster · Švýcarsko (SUI)                                                                                     |
| Přeskok               | Viktor Čukarin · Sovětský svaz (URS) | Masao Takemoto · Japonsko (JPN) | Takashi Ono · Japonsko (JPN) Tadao Uesako · Japonsko (JPN)                                                                                              |
| Bradla                | Hans Eugster · Švýcarsko (SUI) | Viktor Čukarin · Sovětský svaz (URS) | Josef Stalder · Švýcarsko (SUI) |
| Hrazda                | Jack Günthard · Švýcarsko (SUI) | Josef Stalder · Švýcarsko (SUI) Alfred Schwarzmann · Německo (GER)                                                                                            | nebyla udělena |

### Ženy
| Soutěž                     | Zlato | Stříbro | Bronz |
| -------------------------- | --- | --- | --- |
| Víceboj – družstva         | Sovětský svaz (URS) · Nina Bočarová · Pelageya Danilova · Marija Gorochovská · Ekaterina Kalinchuk · Galina Minaicheva · Galina Shamrai · Galina Urbanovich · Medeya Jugeli | Maďarsko (HUN) · Andrea Bodó · Irén Daruházi-Karcsics · Erzsébet Kötelesová · Ágnes Keletiová · Erzsébet Kötelesová · Edit Parényi-Weckinger · Olga Tass · Mária Kövi-Zalai | Československo (TCH) · Hana Bobková · Alena Chadimová · Jana Rabasová · Alena Reichová · Matylda Šínová · Božena Srncová · Věra Vančurová · Eva Věchtová  |
| Víceboj – jednotlivci      | Marija Gorochovská · Sovětský svaz (URS) | Nina Bočarová · Sovětský svaz (URS) | Erzsébet Kötelesová · Maďarsko (HUN) |
| Přeskok                    | Ekaterina Kalinchuk · Sovětský svaz (URS) | Marija Gorochovská · Sovětský svaz (URS) | Galina Minaicheva · Sovětský svaz (URS) |
| Bradla                     | Erzsébet Kötelesová · Maďarsko (HUN) | Marija Gorochovská · Sovětský svaz (URS) | Ágnes Keletiová · Maďarsko (HUN) |
| Kladina                    | Nina Bočarovová · Sovětský svaz (URS) | Marija Gorochovská · Sovětský svaz (URS) | Erzsébet Kötelesová · Maďarsko (HUN) |
| Prostná                    | Ágnes Keletiová · Maďarsko (HUN) | Marija Gorochovská · Sovětský svaz (URS) | Erzsébet Kötelesová · Maďarsko (HUN) |
| Společné sestavy s náčiním | Švédsko (SWE) · Karin Lindbergová · Ann-Sofi Pettersson · Evy Berggren · Gun Roring · Göta Pettersson · Ingrid Sandahl · Hjördis Nordin · Vanja Blomberg                    | Sovětský svaz (URS) · Marija Gorochovská · Nina Bočarová · Galina Minaicheva · Galina Urbanovich · Pelageva Danilova · Galina Shamrai · Medeya Jugeli · Ekaterina Kalinchuk | Maďarsko (HUN) · v · Ágnes Keletiová · Edit Parényi-Weckinger · Olga Tass · Erzsébet Kötelesová · Mária Kövi-Zalai · Andrea Bodó · Irén Daruházi-Karcsics |

## Přehled medailí
| Pořadí | Země                 | Zlato | Stříbro | Bronz | Celkově |
| ------ | -------------------- | ----- | ------- | ----- | ------- |
| 1.     | Sovětský svaz (URS)  | 9     | 11      | 2     | 22      |
| 2.     | Švýcarsko (SUI)      | 2     | 2       | 3     | 7       |
| 3.     | Maďarsko (HUN)       | 2     | 1       | 5     | 8       |
| 4.     | Švédsko (SWE)        | 2     | 0       | 0     | 2       |
| 5.     | Japonsko (JPN)       | 0     | 2       | 2     | 4       |
| 6.     | Polsko (POL)         | 0     | 1       | 0     | 1       |
| 6.     | Německo (GER)        | 0     | 1       | 0     | 1       |
| 8.     | Československo (TCH) | 0     | 0       | 1     | 1       |
| 8.     | Finsko (FIN)         | 0     | 0       | 1     | 1       |
| Celkem | Celkem               | 15    | 18      | 14    | 47      |